# Film kompilacyjny

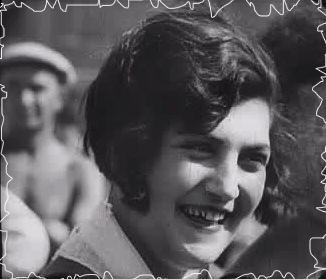
Esfir Szub, uznawana za pionierkę filmu kompilacyjnego.

Film kompilacyjny (również film montażowy, film found footage, film zestawny) – rodzaj filmu, którego głównym budulcem nie są materiały nakręcone przez realizatorów, a zaczerpnięte w większości (lub całkowicie) z innych źródeł. Twórcy filmów kompilacyjnych korzystają zazwyczaj z materiałów archiwalnych, kronik filmowych, filmów dokumentalnych i fabularnych, nagrań programów telewizyjnych czy też reklam. Filmy takie często opatrzone są komentarzem pozakadrowym, albo objaśniającymi obraz napisami.
Do typowych przykładów filmu kompilacyjnego zaliczyć można m.in. propagandowe filmy Upadek dynastii Romanowów (1927) oraz Rosja Mikołaja II i Lew Tołstoj (1928) zrealizowane przez Esfir Szub, Prawdziwą chwałę (1945) Carola Reeda i Garsona Kanina, Wrzesień – tak było (1961) oraz Requiem dla 500 tysięcy (1963) Jerzego Bossaka i Wacława Kaźmierczaka, czy też Atomic Café (1982) Kevina Rafferty’ego, Pierce’a Rafferty’ego i Jayne Loader.
Sytuacjoniści, jak Guy Debord i René Viénet, wykorzystywali materiały filmowe found footage w ramach strategii détournement, której celem było nadanie przekształcanym filmom zupełnie odmiennego, radykalnego politycznie znaczenia np. poprzez dodanie prześmiewczych napisów.
Technika kompilacji materiału znalezionego wykorzystywana jest również w filmach fabularnych, często jako przerywnik prezentujący zdarzenia historyczne (np. sekwencja otwierająca Wszystko co najważniejsze Roberta Glińskiego). Powszechnym zabiegiem jest również łączenie jej w filmie dokumentalnym z wywiadami i innymi materiałami nakręconymi współcześnie przez realizatorów (np. Smutek i litość Marcela Ophülsa).